# Iron Sky (The Original Film Soundtrack)
 (février 2018).
Albums de Laibach
Monumental Retro-Avant-Garde
(2012) An Introduction to… Laibach / Reproduction Prohibited
(2012)
Iron Sky (The Original Film Soundtrack) est un album de Laibach sorti le 9 avril 2012. 

## Historique
Iron Sky est la bande originale du film du même nom, réalisé par Timo Vuorensola et sorti en 2012. Les samples d'opéras de Richard Wagner, tels que Le Crépuscule des Dieux et Tannhäuser, y sont nombreux, comme sur les titres « Washington's Escape » ou « Vivian's "Untergang" ». Ces collages sonores sont parfois associés à des dialogues du film. Un tirage limité expurgé de ces extraits est publié sous le nom Iron Sky Director's Cut (Mute Records STUMM344). Il comprend un double LP et un double CD. 
La tournée promotionnelle de l'album, We Come In Peace,, débute le 26 mars 2012, peu avant la sortie de l'album le 9 avril 2012.
Le titre « B-Mashima » est un remix du morceau d'introduction de l'album WAT et « America » trouve son origine dans Volk. Une vidéo, « Under The Iron Sky » réalisée par Erik Kapfer est mise en ligne le 16 juillet 2012.

## Liste des titres
| No  | Titre                                                           | Auteur                                      | Durée |
| --- | --------------------------------------------------------------- | ------------------------------------------- | ----- |
| 1.  | B-Mashina (Iron Sky Prequel)                                    | Tomi Meglič                                 | 4:38  |
| 2.  | Take Me To Heaven                                               | Ive Dovžan, Laibach                         | 3:55  |
| 3.  | Problems, Big Time! / Schwarze Sonne                            | Laibach                                     | 1:40  |
| 4.  | Classroom (Where Are We From?) / Spaceship Hangar               | Laibach                                     | 1:00  |
| 5.  | Kameraden, Wir Kehren Heim!                                     | Karl Wilhelm Krefeld, Max Shneckenburger    | 1:36  |
| 6.  | Ein Spion Von Der Erde                                          | Laibach                                     | 0:19  |
| 7.  | Sauerkraut                                                      | Laibach                                     | 0:56  |
| 8.  | Washington's Escape                                             | Laibach                                     | 2:13  |
| 9.  | Dr. Richter's Laboratory                                        | Laibach                                     | 2:41  |
| 10. | Vivian's "Untergang"                                            | Laibach                                     | 1:44  |
| 11. | Klaus And Renate                                                | Laibach                                     | 1:35  |
| 12. | In The Machine                                                  | Laibach                                     | 1:50  |
| 13. | Renate And Washington At The Lab / Albinising Operation         | Laibach                                     | 3:00  |
| 14. | Nazi Expedition To Earth                                        | Laibach                                     | 2:37  |
| 15. | Renate's Surprise                                               | Laibach                                     | 0:54  |
| 16. | Peace Lovin' Brother Rap                                        | Laibach                                     | 2:39  |
| 17. | The Good Times For The Bad People                               | Laibach                                     | 1:08  |
| 18. | Renate's Message Of Peace                                       | Laibach                                     | 1:28  |
| 19. | The Miracle In White House                                      | Laibach                                     | 0:37  |
| 20. | The Answer To The Question                                      | Laibach                                     | 2:14  |
| 21. | The Moon Nazis Are Coming                                       | Laibach                                     | 0:36  |
| 22. | 125' Later Ragtime                                              | Laibach                                     | 0:08  |
| 23. | A Good War Blues (Klaus And Vivian)                             | Laibach                                     | 1:37  |
| 24. | Die Flotte Ist Bereit                                           | Laibach                                     | 1:25  |
| 25. | Der Führer's Last Waltz                                         | Laibach                                     | 3:08  |
| 26. | Meteorblitzkrieg Begins                                         | Laibach                                     | 3:07  |
| 27. | Ready To Face The Music (Counterattack)                         | Laibach                                     | 1:41  |
| 28. | UN Security Council Confessions                                 | Laibach                                     | 1:58  |
| 29. | Space Battle Suite                                              | Laibach                                     | 2:54  |
| 30. | James And Renate Inside The Götterdämmerung                     | Laibach                                     | 1:08  |
| 31. | The United States Of America Does Not Negotiate With Terrorists | Laibach                                     | 0:45  |
| 32. | Moon Attack                                                     | Laibach                                     | 2:16  |
| 33. | Götterdämmerung Muss Fliegen                                    | Laibach                                     | 1:50  |
| 34. | Feuer Frei!                                                     | Laibach                                     | 1:32  |
| 35. | Fight Between Washington And Dr. Richter                        | Laibach                                     | 0:39  |
| 36. | Klaus And Renate's Final 'Rendezvous'                           | Laibach                                     | 2:40  |
| 37. | The Fall Of Götterdämmerung                                     | Laibach                                     | 1:02  |
| 38. | America                                                         | Francis Scott Key, John Stafford Smith      | 4:28  |
| 39. | Under The Iron Sky                                              | Joonas Naskali, Kaiti Kink, Tapani Siirtola | 4:35  |
| 40. | End Title (We Leave In Peace)                                   | Laibach                                     | 2:50  |

## Crédits
| Les personnes suivantes ont participé à l'élaboration de Laibach – Iron Sky. - Laibach - interprétation (titres 1 à 4, 6 à 40), production - Iztok Turk - arrangements (2 à 38, 40), mixage - Slavko Avsenik Jr. - arrangements (2 à 38, 40) - Srečko Bajda - arrangements (1) - Luka Jamnik - arrangements additionnels (1) - Niko Zlobko - guitare (2) - Miha Dovžan - cithare (2) - Mika Orasmaa - photographie - Timo Vuorensola - conception de la pochette - Jussi Lehtiniemi - conception artistique - Samuli Torssonen - conception artistique - Robert Schilling - chef de projet |

## Versions
| Type | Label        | Référence  | Année | Pays   |
| ---- | ------------ | ---------- | ----- | ------ |
| LP   | Mute Records | STUMM344   | 2013  | Europe |
| CD   | Mute Records | CDSTUMM344 | 2012  | Europe |